# Kristofer Hæstad
Kristofer Krüger Hæstad (født 9. december 1983 i Kristiansand, Norge) er en norsk tidligere fodboldspiller (central midtbane).
Hæstad spillede 14 år i Tippeligaen, hvor han repræsenterede henholdsvis Start og Vålerenga. Han spillede desuden to kampe i den engelske Premier League under et kortvarigt lejeophold hos Wigan i foråret 2007. Han vandt Kniksenprisen som årets midtbanespiller i Tippeligaen i 2005. Han spillede desuden 27 kampe for det norske landshold, som han debuterede for i en venskabskamp mod Costa Rica 24. maj 2005. Han scorede et enkelt mål for landsholdet i en EM-kvalifikationskamp mod Malta i 2007.

## Titler
Norsk pokal
- 2008 med Vålerenga